# Hits (電視頻道)
Hits為一倒帶電視網所有之英語娛樂電視頻道。本頻道於2013年12月9日在新加坡開始放送，節目主要是以高畫質播映近40年的老舊影集。

## 節目
以下譯名以台灣為主，若香港翻譯不同以括號顯示
- 歪星撞地球（英语：3rd Rock from the Sun）
- 70年代秀
- 天龍特攻隊
- 福爾摩斯歷險記
- 大偵探波洛
- 百貨店奇遇記（英语：Are You Being Served?）
- 飛狼
- 海灘遊俠
- 神仙家庭（英语：Bewitched）
- 牧野風雲（英语：Bonanza）
- 魔法奇兵
- 福爾摩斯新探案
- 霹靂嬌娃
- 聖女魔咒
- 歡樂酒店
- 神探可倫坡
- 犯罪心理
- 小淘氣（英语：Diff'rent Strokes）
- 福爾摩斯：單身貴族
- 急診室的春天（香港：仁心仁術）
- 天才家庭
- 遙遠的戰篷（英语：The Far Pavilions）
- 新鮮王子妙事多
- 俏皮老爸天才娃（香港：天才老爸俏皮娃）
- 黃金女郎
- 實習醫生
- 普芬斯托夫（英语：H.R. Pufnstuf）
- 歡樂時光（英语：Happy Days）
- 檀島警騎
- 家居裝飾（香港：好人唔易做）
- 太空仙女戀（英语：I Dream of Jeannie）
- 皇冠上的寶石（英语：The Jewel in the Crown (TV series)）
- 該隱與亞伯
- 賭徒（英语：Kenny Rogers as The Gambler）
- 賭徒（第二部）（英语：The Gambler (film series)）
- 賭徒（第三部）（英语：The Gambler (film series)）
- 福爾摩斯：最後的吸血鬼
- 法網遊龍
- 法網遊龍：特案組
- 大草地上的小木屋（英语：Little House on the Prairie (TV series)）（香港：大草地上的小家）
- Lost檔案
- 愛之船
- 露西劇場（英语：The Lucy Show）
- 外科醫生
- 百戰天龍
- 奉子成婚
- 瑪莉·泰勒·摩爾秀（英语：The Mary Tyler Moore Show）
- 福爾摩斯：勒索高手
- 福爾摩斯回憶錄
- 邁阿密風雲
- 留意言詞
- 虎膽妙算
- 推理女神探（英语：Murder, She Wrote）
- 天才保姆
- 北國風雲（英语：Northern Exposure）
- 傲慢與偏見
- 斯蒂爾傳奇（英语：Remington Steele）
- 福爾摩斯歸來記
- 悲歡歲月（英语：Rich Man, Poor Man (miniseries)）
- 少女魔法師（英语：Sabrina the Teenage Witch (1996 TV series)）
- 歡樂單身派對（香港：宋飛正傳）
- 電腦娃娃
- 陽光計程車公司
- 三人行
- 妙管家（英语：Who's the Boss?）
- 兩小無猜
- X檔案
- 部長大人

## 外部連結
- Rewind Networks（页面存档备份，存于）
- HITS（页面存档备份，存于）
- HITS Facebook（页面存档备份，存于）
- 臺灣杰德影音代理官方網站